# Una ragazza allarmante (film 1937)
Una ragazza allarmante (Love and Hisses ) è un film del 1937, diretto da Sidney Lanfield.

## Produzione
Il film fu prodotto dalla Twentieth Century Fox Film Corporation.

## Distribuzione
Distribuito dalla Twentieth Century Fox Film Corporation, il film uscì nelle sale cinematografiche statunitensi il 21 dicembre 1937 con il titolo originale Love and Hisses. L'anno seguente, fu distribuito in Finlandia (20 marzo, come Yvette), Ungheria (21 aprile), Danimarca (13 giugno, come Yvette - Yvette) e Cecoslovacchia (come Tretí se sméje).